# Acanthancora
Acanthancora is een geslacht van sponsdieren uit de klasse van de Demospongiae (gewone sponzen).

## Soorten
- Acanthancora aenigma (Lundbeck, 1910)
- Acanthancora coralliophila van Soest, 1984
- Acanthancora cyanocrypta (de Laubenfels, 1930)
- Acanthancora schmidti (Topsent, 1898)
- Acanthancora stylifera Burton, 1959